# Bergerhof (Leichlingen)

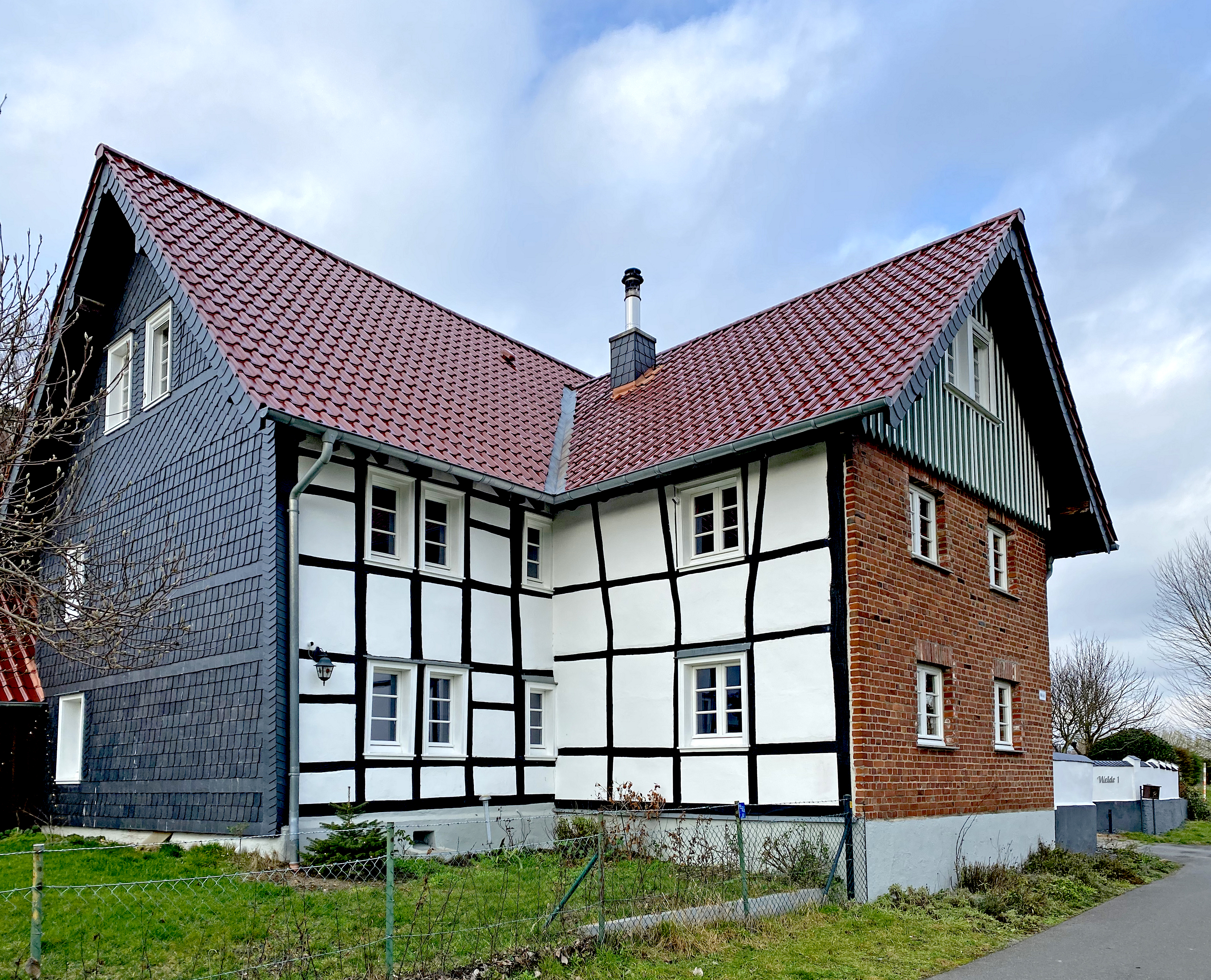
Bergerhof 1

Bergerhof ist eine aus einer Hofschaft hervorgegangene Ortschaft in der Stadt Leichlingen (Rheinland) im Rheinisch-Bergischen Kreis.

## Lage und Beschreibung
Bergerhof liegt nördlich des Leichlinger Ortskerns auf der Leichlinger Hochfläche an der Landesstraße 359. Nachbarorte sind Roderhof, Schmerbach, Wachholder, Scheidt, Neuland, Hülstrung, Waltenrath, Weide, Bennert, Diepenbroich, Oberschmitte, Ellenbogen, Buntenbach, Bechlenberg, Pohligshof und Dierath. Wüst gefallen ist Büchelshäuschen.

## Geschichte
Bergerhof wurde erstmals im Jahr 1488 als up dem Berge urkundlich erwähnt. Der Ortsname leitet sich von der Lage auf der Höhenlage oberhalb Leichlingens ab. Die Karte Topographia Ducatus Montani aus dem Jahre 1715 zeigt den Hof unter dem Namen Bergerhof. Im 18. Jahrhundert gehörte der Ort zum Kirchspiel Leichlingen im bergischen Amt Miselohe. Die Topographische Aufnahme der Rheinlande von 1824 und die Preußische Uraufnahme von 1844 verzeichnen den Ort beide als Bergerhof.
1815/16 lebten 77 Einwohner im Ort. 1832 gehörte Bergerhof unter dem Namen Bergerhoff  der Bürgermeisterei Leichlingen an. Der laut der Statistik und Topographie des Regierungsbezirks Düsseldorf als Dorfschaft kategorisierte Ort besaß zu dieser Zeit zwölf Wohnhäuser und zwölf landwirtschaftliche Gebäude. Zu dieser Zeit lebten 85 Einwohner im Ort, davon 23 katholischen und 62 evangelischen Glaubens.
Im Gemeindelexikon für die Provinz Rheinland werden 1885 16 Wohnhäuser mit 81 Einwohnern angegeben. 1895 besitzt der Ort 15 Wohnhäuser mit 79 Einwohnern, 1905 17 Wohnhäuser und 101 Einwohner.